# Jacques Perry
Pour les articles homonymes, voir Perry et Touchard.
Œuvres principales
- L'Amour de rien
- Vie d'un païen
- Le Ravenala ou l'Arbre du voyageur

Compléments
Est également auteur de pièces de Théâtre, de pièces radiophoniques et de scénarios de films.
Jacques Perry (1921-2016) est un écrivain français. Principalement romancier, il est également l'auteur : de pièces de théâtre, de pièces de théâtre radiophonique, et de scénarios de films.
Il est le lauréat de plusieurs prix littéraires : notamment, le prix Renaudot en 1952 pour L'Amour de rien, le prix des libraires en 1966 pour Vie d'un païen et le prix du Livre Inter en 1976 pour Le Ravenala ou l'Arbre du voyageur; mais aussi des prix de l'Académie française : Lucien-Tisserant en 1975 pour Le trouble source et Gustave-Le-Métais-Larivière, en 1980 pour l'ensemble de son œuvre ; et en 1995 le prix des bouquinistes, pour Le Cœur de l'escargot.

## Biographie
Jacques Noël Jean-Marie Touchard (dit Jacques Touchard, puis Jacques Perry) est né le 15 juin 1921 à Neuilly-sur-Seine. Son père, Maurice Touchard, est joaillier, et sa mère Madeleine est née Féron.
Il fait ses études secondaires à l'établissement scolaire catholique privé Gerson, rue de la Pompe à Paris, puis il poursuit sa scolarité au lycée Janson-de-Sailly. Vers 1939, son père et sa mère vont en Indochine en le laissant seul à Paris. Le jeune adolescent, qui a alors 18 ans, débute une licence à la faculté de droit de Paris. Après avoir obtenu sa licence., il entre à l'École des hautes études commerciales de Paris (HEC). Mais la lecture qu'il pratique assidument dans son logement, un hôtel-pension rue du Cardinal-Lemoine, fait naître chez lui une passion pour la littérature, notamment due à sa découverte de l'œuvre de Marcel Proust.
Après la libération de Paris, Jacques Touchard écrit : en 1945, il utilise le pseudonyme de Jacques Perry pour publier son premier roman La Seconde Nuit aux éditions La Jeune Parque. En 1946, il signe Jacques Touchard une chroniques littéraires : dans Clartés , « l'hebdomadaire de combat pour la résistance et la démocratie » de Georges Izard et Jean Texcier ; et également en 1946 il signe Jacques Perry un article dans Minerve « La politique, les lettres, les arts et l'actualité mondiale ». Il signe également sa première pièce de théâtre Georges Hanover, une comédie.
Dans les années d'après-guerre, ses premiers romans témoignent d'une inspiration assez noire. Puis, au début des années 1960, après une longue période de maturation, les trois tomes de Vie d'un païen surgissent comme une joyeuse embellie. Le jeune quadragénaire, à la carrure imposante comme son héros, s'est découvert un soudain appétit pour la vie. Dès lors, il enchaînera les succès jusqu'au début des années 2000, apparaissant pour beaucoup comme un des écrivains majeurs de la seconde moitié du XXe siècle. Mais il va se tenir à l'écart des mondanités parisiennes et fréquenter plus volontiers ses amis peintres. En réponse à un ami peintre qui lui demande « Qui êtes vous ? » Jacques Perry lui fit cette réponse : « Je suis ouvert et fermé comme une huître ; je filtre, je me nourris d'invisible. Un peu de soleil le matin et, le reste du jour, dans l'ombre tiède de mon bureau. ».
Cinq fois marié, Jacques Perry se définit comme un « monogame à répétition ». Retiré depuis longtemps dans sa maison de Seine-et-Marne avec Katalin, née Szabolcs, « une hongroise de quarante ans sa cadette », qu'il a connue puis épousée, le 29 avril 1993, après qu'elle a traduit en hongrois L’Île d'un autre, Jacques Perry continue à écrire, et dans Bel et moi un « roman testamentaire » (publié après sa mort), il rend hommage et dit adieu à sa dernière épouse.
Jacques Perry à 94 ans lorsqu'il meurt le 23 avril 2016 dans sa maison, rue du Bordeau à Iverny. Peu après son décès son roman Nô, écrit en 2014, paraît aux éditions Le Bateau Ivre.

## Œuvre

### Littérature

#### Romans
- La Seconde Nuit (Roman), Paris, La Jeune Parque, 1945, 221 p. (BNF 32520726).
- La Mauvaise Chasse (Roman), Paris, La Jeune Parque, 1947, 245 p. (BNF 32520723).
- Le Testament (Roman), Paris, Corrêa, 1948, 331 p. (BNF 32520727) - Première partie de l'Amour de Rien[7]
- L'Amour de rien (Roman), Paris, R. Julliard, 1952, 523 p. (BNF 32520719) - prix Renaudot.
- Le mouton noir (Roman), Paris, R. Julliard, 1953, 245 p. (BNF 32520725, lire en ligne) - réédition : Julliard 1989 (BNF 35007411) - autre édition : Rombaldi 1969.
- Monsieur d'Ustelles (Roman), Paris, R. Julliard, 1954, 231 p. (BNF 32520724).
- Dieu prétexte (Roman), Paris, R. Julliard, 1955, 301 p. (BNF 32520721).
- L'Amour de toi (Roman), Paris, R. Julliard, 1956, 176 p. (BNF 33133550).
- La grande idée (Roman), Paris, R. Julliard, 1959, 279 p. (BNF 32520722).
- Vie d'un païen - tome 1 (Roman), Paris, R. Laffont, 1965, 355 p. - Nouvelle édition : Le Bateau ivre 2014 (BNF 43757999) - prix des libraires 1966.
- Vie d'un païen - tome 2 : La Beauté à genoux (Roman), Paris, R. Laffont, 1966 - Nouvelle édition : Le Bateau ivre 2014 (BNF 43798974).
- Vie d'un païen - tome 3 : La Peau dure (Roman), Paris, R. Laffont, 1967 - autre édition : Le Bateau ivre 2014 (BNF 44256002).
- La Liberté en croupe (Roman), Paris, R. Laffont, 1969, 266 p. (BNF 33133551, lire en ligne).
- Mère Paradis (Roman), Paris, R. Laffont, 1972, 253 p. (BNF 35213341, lire en ligne).
- Le Trouble-source (Roman), Paris, A. Michel, 1975, 288 p. (ISBN 978-2-226-00157-3) - Prix Lucien-Tisserant de l'Académie française 1975[8].
- Le Ravenala ou l'Arbre du voyageur (Roman), Paris, A. Michel, 1976, 250 p. (BNF 34556149) - prix du Livre Inter (1976).
- Les Fruits de la Passion (Roman), Paris, A. Michel, 1977, 221 p. (BNF 34703277)
- L'Île d'un autre (Roman), Paris, A. Michel, 1979, 391 p. (BNF 34626648) - autre édition : Librairie générale française 1982 (BNF 34741613).
- Folie suisse (Roman), Paris, A. Michel, 1983, 249 p. (ISBN 2-226-01778-X, BNF 34714478, lire en ligne).
- Le Cœur de l'escargot (Roman), Paris, A. Michel, 1984, 242 p. (BNF 34767407) - prix des bouquinistes (1995).
- Oubli (Roman), Paris, A. Michel, 1987, 169 p. (BNF 34905610).
- Alcool vert (Roman), Paris, Balland, 1988, 307 p. (BNF 34998020) - autres éditions : France Loisirs 1989 (BNF 35063145) ; Gallimard 1990 (BNF 35071997).
- Les sables roses d'Essaouira (Roman), Paris, Calmann-Lévy, 1990, 205 p. (BNF 35086145).
- Les taches du léopard (Roman), Paris, Belfond, 1992, 243 p. (BNF 35552888).
- Marin (Roman), Paris, A. Michel, 1998, 222 p. (BNF 36982512).
- Les indiscrets (Roman), Monaco, Éditions du Rocher, 2001, 221 p. (BNF 37655792).
- Le gouverneur des ruines (Roman), Monaco, Éditions du Rocher, 2002, 189 p. (BNF 38939585).
- Jeu de nain (Roman), Monaco, Éditions du Rocher, 2004, 158 p. (BNF 39140185).
- Oda (Roman), Monaco, Éditions du Rocher, 2005, 207 p. (BNF 39916535).
- Fringales (Roman), Monaco, Éditions du Rocher, 2006, 130 p. (BNF 40200547).
- L'enchêné (Roman), Toulon, Le Bateau ivre, 2015, 174 p. (BNF 44334518).
- Nô (Roman), Toulon, Le Bateau ivre, coll. « Vert nuit », 2016, 138 p. (ISBN 979-10-92622-19-5, BNF 45274909).
- Bel et moi (Roman), Toulon, Le Bateau ivre, coll. « Vert nuit », 2017, 134 p. (ISBN 979-10-92622-30-0, BNF 45274909).

#### Autre
- Rue du Dragon : Essai d'ethnologie d'une rue de Saint Germain des Prés, Paris, Éditions et publications Premières, 1971, 491 p. (BNF 35303234).
- L'Abbé don Juan : la vie et les amours de don Juan de Watteville, homme d'épée, moine, pacha, ambassadeur, 1618-1702, Paris, Ramsay, coll. « La Vie antérieure », 1980, 298 p. (ISBN 2-85956-171-4, BNF 34674650).
- Sardine, Jeff et la Pompasec (Fiction pour la jeunesse), Paris, Hachette Jeunesse, coll. « Le Livre de Poche Clip », 1988, 128 p. (ISBN 2-01-013752-3, EAN 9782010137525) - autre édition : Hjr Abandon 1989  (ISBN 9782010137525).
- Yo Picasso (Autobiographie imaginaire), Monaco, J.-C. Lattès, 1982, 482 p. (BNF 40200547) - autre édition : Le Bateau ivre 2015 (BNF 44448393).
- Récit d'Andréa, Paris, Le Pré aux clercs, coll. « Au clair de la lune », 1985, 205 p. (ISBN 2-7144-1794-9, BNF 34864067, lire en ligne).
- Les promenades de Picasso  (photogr. Jean-Marie del Moral) (Récit), Paris, Éditions du Chêne, 1996[5].

### Articles de presse
Pour Clartés, l'hebdomadaire de combat pour la résistance et la démocratie (signé Jacques Touchard) :
- « Visite à Roger Peyrefitte », Clartés, vol. première année, no 2,‎ 6 juillet 1945, p. 9 (lire en ligne, consulté le 17 novembre 2018).
- « Visite à Georges Simenon », Clartés, vol. première année, no 3,‎ 20 juillet 1945, p. 9 (lire en ligne, consulté le 17 novembre 2018).
- « Visite à Jacques Lemarchand », Clartés, vol. deuxième année, no 29,‎ 11 janvier 1946, p. 10 (lire en ligne, consulté le 17 novembre 2018).

Pour Minerve (signé Jacques Perry) :
- « Thésée et Œdipe, par André Gide », Minerve, vol. 2e année, no 36,‎ 24 mai 1946[3].

### Pièces de théâtre
- Georges Hanover[2].
- 1963 : L’Équation ou Une heure avec Monsieur Zweistein, création, comédie en un acte, avec Pierre Fresnay dans le rôle de Zweistein, au théâtre de la Michodière[2].
- 1968 : Le Valet, adaptation française, de la pièce de Robin Maugham, mis en scène par Frith Banbury (en), et jouée par Marika Green, Danièle Évenou, et Anne-Marie Azzopardi, au théâtre de la Renaissance[9].
- 1989 : Le Marabout, création, mise en scène par José Valverde au théâtre Essaïon[10].
- 1994 : Le Minotaure ou l'Amitié selon Picasso[5].

### Pièces radiophoniques
- Brice ou La Fin du monde (comédie)
- Carte forcée
- Quelques personnages de Marcel Proust : Swann et Odette, une suite de portraits composée par Jacques Perry ; avec les textes de Marcel Proust. Réalisation radiophonique : Alain Barroux (1963).
- La Reine d'Alice, 28 février 1993, France Culture, Réalisation : Christine Bernard-Sugy
- Monsieur Paula ou les Africains, 5 janvier 1998, France Culture[5].

### Scénarios de films
- 1970, La Liberté en croupe d'Édouard Molinaro, comédie dramatique d'après son roman éponyme de 1969. Il en co-écrit le scénario avec Jean-François Hauduroy et Édouard Molinaro.
- 1979, Le Voyage en douce de Michel Deville. Jacques Perry est cité au générique comme collaborateur scénaristique.

## Prix
- 1952 : Prix Renaudot, pour L'Amour de rien (Julliard).
- 1966 : Prix des libraires, pour Vie d'un païen (Robert Laffont).
- 1975 : Prix Lucien-Tisserant de l'Académie française, pour Le trouble source (Albin-Michel)[8].
- 1976 : Prix du Livre Inter, pour Le Ravenala ou l'Arbre du voyageur.
- 1980 : Prix Gustave-Le-Métais-Larivière de l'Académie française, pour l'ensemble de son œuvre[8].
- 1995 : Prix des bouquinistes, pour Le Cœur de l'escargot (Albin-Michel).

### Webographie

#### Pages web
- Académie-francaise, « Jacques Perry », sur Académie française, 2018 (consulté le 17 novembre 2018).
- Who's-Who, « Biographie Jacques Perry homme de lettres », sur Who's Who in France, 2016 (consulté le 17 novembre 2018).
- Lien vers le site sur Jacques Perry de l'Association des Amis de Jacques Perry https://www.jacquesperry.com

#### Vidéos
- « Le Fond et la forme : rencontre avec Jacques Perry à propos de son livre "Rue du Dragon, étude ethnologique d'une rue de Saint Germain des Prés" édité chez LATTES. L'écrivain parle de la sociologie de la rue et raconte l'histoire des personnages qui ont marqué la rue. Jacques Perry rencontre deux habitants de la rue du Dragon dont Hélène LAVAYSSE, qui évoque cette rue qu'elle a beaucoup aimée mais qu'elle trouve à présent banale et sur la mauvaise pente. Elle évoque aussi Audiberti. Et la lecture d'un poème sur la solitude conclut l'entretien. » [vidéo], sur ina.fr, 17 décembre 1971.
- « Ah vous écrivez : Jacques Perry lit les premières lignes de son roman, "Les fruits de la passion" devant Bernard Pivot avec devant eux une bouteille de jus de fruits "de la passion", bien sur, qu'ils vont déguster pendant l'interview. » [vidéo], sur ina.fr, 12 août 1977.
- « Un livre un jour : depuis le café "Le Rostand' dans le 6ème arrondissement à Paris, Olivier BARROT reçoit Jacques PERRY pour son roman" Le gouverneur des ruines". » [vidéo], sur ina.fr, 26 mai 2003.
- [vidéo] « Rencontre avec Jacques Perry à la librairie L’Arbre à lettres », 9 avril 2014.